# Dino Furacão
Raimundo Nonato Magalhães Barreto, mais conhecido como Dino Furacão ou Dino (Salvador, 5 de abril de 1964), é um ex-futebolista brasileiro que atuava como atacante.

## Carreira
Iniciou no futebol em 1972, no infantil do Bahia. Até seus 18 anos, ainda praticou handebol, atletismo e futebol de salão, onde fez parte do time do Colégio da Polícia Militar e da Seleção Baiana.
Após um pausa para os estudos, retomou a carreira no futebol em 1980, nos juniores do Bahia, onde se profissionalizou, sendo lançado no time principal pelo treinador Aymoré Moreira.
Em 1981, foi levado ao Al Sharjah dos Emirados Árabes pelo treinador Djalma Cavalcante, onde atuou entre 1981 e 1982.
Ao retornar ao Brasil, trabalhou na cervejaria Brahma, antes de retornar ao Bahia, em 1983.
Em 1985, acertou com o XV de Jaú, levado pelo técnico Zé Duarte. No clube, atuou como ponta-esquerda e marcou 7 gols.
Meses depois, assinou com o São Bento, onde deixou de ser conhecido como Raimundinho e passou a adotar o apelido Dino. Nesta época, participou de uma excursão com um selecionado paulista e acabou sendo contratado por empréstimo pelo Santos Futebol Clube, no segundo semestre de 1986.
Em 28 de setembro de 1986, diante do Náutico, na Vila Belmiro pelo Campeonato Brasileiro, marcou quatro dos cinco gols da goleada santista.
Em 11 de novembro de 1986, marcou o primeiro gol do estádio Barradão.
Dino jogou pelo Peixe em 25 partidas entre os anos de 1986/87 e marcou 11 gols.
Em 1987, acertou com o Nacional, de Portugal,  para jogar na Segunda Liga e ser treinado por Paulo Autuori. Dino estreou na quinta rodada do campeonato, do qual marcou 21 gols em 33 jogos e conseguiu o acesso à elite.
Na temporada 1988/89, marcou 10 gols em 37 jogos, na equipe que terminou em décimo lugar. Ficaria no clube na temporada seguinte, marcando 3 gols em 31 jogos.
Em 1990, ele assinou pelo Beira-Mar, também de Portugal. Na temporada 1992/93, marcou um gol contra o Benfica, que tirou os "Encarnados" da liderança já na reta final, abrindo espaço para o título do FC Porto.
Em 1994, ele assinou pelo Vitória de Setúbal.
Em 1995, ele assinou pelo Chaves, onde encerraria sua carreira.

## Fora dos campos
Estudou Ciências Contábeis na Universidade Católica de Salvador. Trabalhou como professor de escola particular. 
Dino formou-se em Educação Física e foi professor em Salvador, além de trabalhar para a SUDESB (Superintendência dos Desportos do Estado da Bahia).